# Rattus baluensis
Rattus baluensis és una espècie de mamífer rosegador de la família dels múrids que viu a Malàisia. Té una relació mutualista, d'una manera similar a la tupaia de muntanya, amb l'espècie de planta carnívora gegant Nepenthes rajah. Rattus baluensis s'alimenta de les secreccions de les glàndules de la trampa gerro mentre hi defeca, de forma que la planta pot aprofitar els nutrients dels excrements del rosegador. S'ha registrat l'espècie en altituds entre els 2.130 i els 3.810 metres. Les poblacions d'aquest rosegador es mantenen estables.